# Slag bij Abydos
De Slag bij Abydos was een zeeslag in de Peloponnesische Oorlog die in 411 v.Chr. gevochten werd. Een Spartaanse vloot onder Mindarus probeerde een kleine vloot van zijn bondgenoten, die naar de kust was gedreven, te redden, maar werd aangevallen door een Atheense vloot onder Thrasybulus. De slag besloeg een lange periode, maar in de avond bracht de aankomst van Alcibiades met versterkingen de Atheners in het voordeel en de Peloponnesiërs moesten naar hun basis vluchten bij Abydos, waarbij ze zware verliezen leden tijdens hun terugtocht.

## Achtergrond
Na de Atheense overwinning bij Cynossema maakte de atheense vloot een basis op Sestos, vanwaar deze makkelijk zou kunnen anticiperen op vijandelijke bewegingen van de Spartaanse vloot bij Abydos. Mindarus, de Spartaanse navarch, riep de Syracusaanse commandant Dorieus op met zijn 14 schepen om zich bij hem te voegen bij Abydos, waarmee hij hoopte de oorlog te beëindigen door een beslissende overwinning te behalen. Dorieus zeilde noordwaarts van Rhodos naar de Hellespont. Voordat hij Abydos bereikte werd hij opgemerkt door de Atheners en werd op de kust gedreven.
Nadat hij gehoord had over dit voorval, haastte Mindarus zich van Troje, waar hij een offer had gebracht voor Athena, naar Abydos, terwijl Pharnabazus II zijn leger over land leidde om Dorieus te helpen. Mindarus probeerde ook Dorieus te redden, maar de Atheners, die dit zagen, verlieten hun basis bij Sestos en vielen hem aan.

## De slag
Nadat hij zijn vloot bij die van Dorieus had aangesloten, had Mindarus 97 schepen onder zijn leiding, de Atheense vloot had 74 schepen. De Spartanen maakten zich klaar voor de slag met de oostkust van de Hellespont achter zich. Mindarus leidde de rechterflank en de Syracusanen de linkerflank. De Atheners stelden zich recht tegenover hen op, met Thrasybulus die de rechterflank leidde en Thrasyllus de linkerflank. Toen de slag begon, probeerden de schepen elkaar te rammen en elkaars schepen onklaar te maken, terwijl de mariniers probeerden de dekken van de vijandige schepen schoon te vegen. Toen de strijd bleef woeden, kon geen enkele kant de overhand behalen tot Alcibiades verscheen met 18 triremen uit Samos. Beide vloten dachten dat de versterkingen voor zichzelf bedoeld waren, maar toen Alcibiades dichter kwam en een rode vlag hees, wisten de Atheners dat deze versterkingen voor hen waren. Omdat de Spartanen zich dit realiseerden vluchtten ze terug naar Abydos, maar leden zware verliezen op de weg hiernaartoe. De Atheners veroverden 30 Spartaanse schepen en heroverden de 15 schepen die ze verloren hadden bij de Slag bij Cynossema.

## Nasleep
Na deze zware nederlaag keerden Mindarus en de Spartaanse vloot terug naar Abydos om hun schepen te herstellen en te herbouwen. Mindarus vroeg Sparta om versterkingen en plande met Pharnabazus campagnes voor in de toekomst. Ondertussen konden de Atheners geen voordeel behalen met het voordeel dat ze hadden behaald. Door een lege schatkist en een crisis in Euboea, dat in opstand was, konden ze geen volledige vloot in de Hellespont houden, en bevalen 30 schepen onder Theramenes om de rebellen op Euboea aan te vallen. Met deze aanval kon hij veel geld innen door vijandig terrein in Euboea, Boeotië en de Egeïsche Zee te plunderen.
Kort na de slag kwam de satraap Tissarphenes aan uit Ionië. Alcibiades, die had gediend onder Tissaphernes en wilde tonen dat hij veel invloed had op de satraap, zeilde naar hem toe om hem te ontmoeten. Alcibiades had de situatie echter verkeerd ingeschat. De Spartanen hadden geklaagd over de zwakke hulp die ze hadden ontvangen van de satraap en hij nam Alcibiades gevangen om dit goed te maken. Alcibiades kon binnen een maand ontsnappen, maar hij had geen invloed meer bij Tissaphernes.